# Liên hoan phim Cannes 2004
Liên hoan phim Cannes lần thứ 57 khai mạc vào ngày 12 và kéo dài đến ngày 23 tháng 5 năm 2004. Danh hiệu Cành cọ vàng được trao cho tác phẩm điện ảnh Mỹ Fahrenheit 9/11 của Michael Moore.
Phim chiếu mở màn là La mala educación của đạo diễn Pedro Almodóvar,, còn phim bế mạc là De-Lovely của đạo diễn Irwin Winkler. Laura Morante là người chủ trì liên hoan phim.

## Danh sách thắng giải
- Cành cọ vàng: Fahrenheit 9/11 của Michael Moore
- Grand Prix: Old Boy của Park Chan-Wook
- Prix d'interprétation masculine (nam diễn viên chính xuất sắc nhất): ra Yuuya trong phim Nobody Knows
- Prix d'interprétation féminine (nữ diễn viên chính xuất sắc nhất): Maggie Cheung trong phim Clean
- Prix de la mise en scène: Exils của Tony Gatlif
- Prix du scénario (giải kịch bản xuất sắc nhất): Comme une image của Agnès Jaoui
- Prix du jury ex-æquo: nữ diễn viên Irma P. Hall trong phim Ladykillers và Tropical Malady của Apichatpong Weerasethakul
- Caméra d'or: Or (mon trésor) của Keren Yedaya
- Mention spéciale Caméra d'or: Passages de Yang Chao et Bitter Dream của Mohsen Amiryoussefi
- Palme d'or du court-métrage (cành cọ vàng cho phim ngắn xuất sắc nhất): Trafic của Catalin Mitulescu
- Prix du jury du court-métrage: Flatlife của Jonas Geirnaert

## Giám khảo

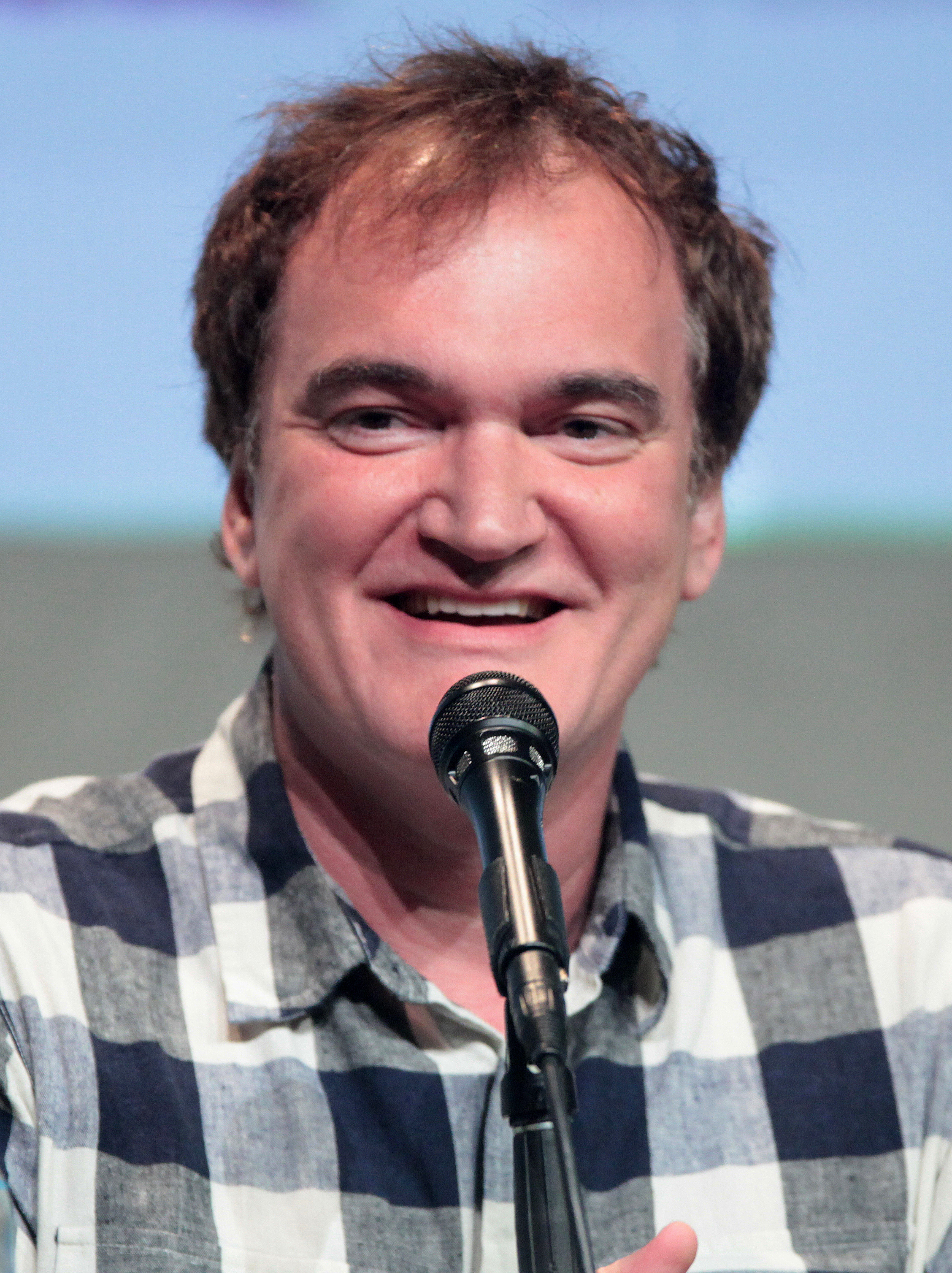
Quentin Tarantino, chủ tịch ban giám khảo

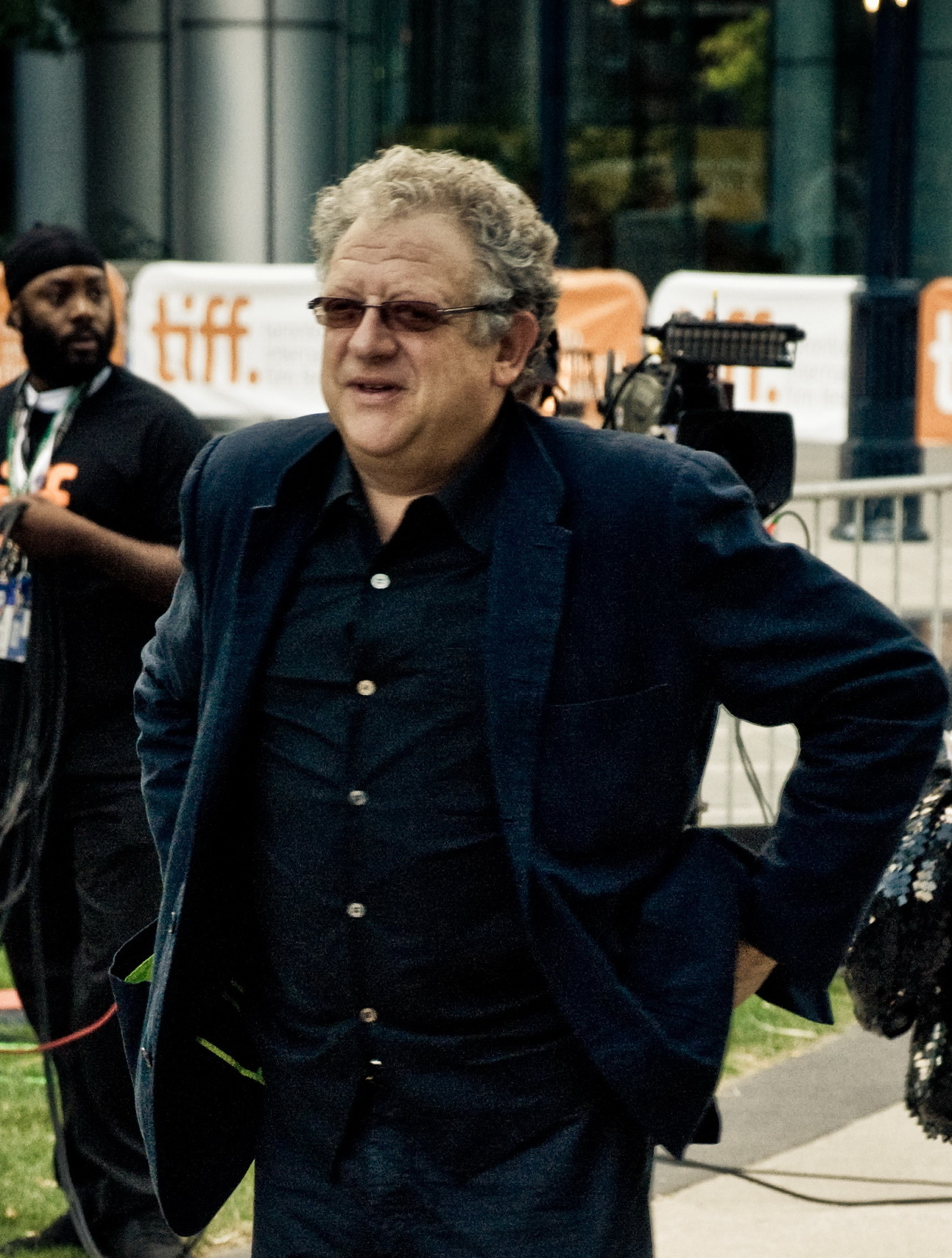
Jeremy Thomas, chủ tịch ban giám khảo hạng mục Un Certain Regard

### Tranh cử chính
- Quentin Tarantino, đạo diễn (Mỹ), chủ tịch ban giám khảo
- Emmanuelle Béart, diễn viên (Pháp)
- Tilda Swinton, diễn viên (Anh)
- Kathleen Turner, diễn viên (Mỹ)
- Benoît Poelvoorde, diễn viên (Bỉ)
- Jerry Schatzberg, đạo diễn (Mỹ)
- Tsui Hark, đạo diễn (Trung Quốc)
- Edwige Danticat, nhà văn (Mỹ)
- Peter Von Bagh, nhà phê bình (Phần Lan)

### Cinéfondation và những đoạn phim ngắn
- Nikita Mikhalkov, đạo diễn (Nga)
- Marisa Paredes, diễn viên (Tây Ban Nha)
- Nicole Garcia, diễn viên (Pháp)
- Nuri Bilge Ceylan, đạo diễn (Thổ Nhĩ Kỳ)
- Pablo Trapero (Ý)

### Un Certain Regard
- Jeremy Thomas, nhà sản xuất, chủ tịch (Anh)
- Baba Richerme, nhà phê bình (Ý)
- Carlos Gomez, nhà phê bình (Mỹ)
- Eric Libiot, nhà phê bình (Pháp)
- Eva Zaoralova (Tiệp Khắc)
- Michel Demopoulos (Pháp)

### Caméra d'Or
- Tim Roth, diễn viên và đạo diễn, chủ tịch (Mỹ)
- Alain Choquart, giám đốc hình ảnh (Pháp)
- Alberto Barbera, giám đốc của Musée du Cinéma (bảo tàng điện ảnh) (Ý)
- Aldo Tassone, nhà phê bình (Ý)
- Anne Theron, đạo diễn (Pháp)
- Diego Galan, nhà phê bình (Tây Ban Nha)
- Isabelle Frilley, chuyên viên kĩ thuật (Pháp)
- Laure Protat, người hâm mộ (Pháp)
- N.T. Binh, nhà phân phối (Pháp)

## Tranh giải chính thức

### Tranh cử chính - Phim điện ảnh
Dưới đây là danh sách các phim lẻ tranh cử Cành cọ vàng:
- 2046 của Wong Kar-wai
- Clean của Olivier Assayas
- The Consequences of Love của Paolo Sorrentino
- The Edukators của Hans Weingartner
- Exils của Tony Gatlif
- Fahrenheit 9/11 của Michael Moore
- Ghost in the Shell 2: Innocence của Mamoru Oshii
- The Holy Girl của Lucrecia Martel
- The Ladykillers của Joel and Ethan Coen
- The Life and Death of Peter Sellers của Stephen Hopkins
- Life Is a Miracle của Emir Kusturica
- Look at Me của Agnès Jaoui
- Mondovino của Jonathan Nossiter
- The Motorcycle Diaries của Walter Salles
- Nobody Knows của Hirokazu Koreeda
- Oldboy của Park Chan-wook
- Shrek 2 của Andrew Adamson, Kelly Asbury và Conrad Vernon
- Tropical Malady của Apichatpong Weerasethakul
- Woman Is the Future of Man của Hong Sang-soo

### Phim trình chiếu
Dưới đây là các bộ phim được trình chiếu tại liên hoan phim nhưng không tham gia tranh giải:
- La mala educación, của Pedro Almodovar (Tây Ban Nha)
- De-Lovely, của Irwin Winkler (Mỹ)
- Troy của Wolfgang Petersen (Mỹ)
- Kill Bill: Vol 2 của Quentin Tarantino (Mỹ)
- Shi mian mai fu (十面埋伏), của Zhang Yimou (Trung Quốc)
- Dawn of the Dead của Zack Snyder (Mỹ)
- Notre musique, của Jean-Luc Godard (Pháp)
- Bad Santa, của Terry Zwigoff (Mỹ)
- Salvador Allende, của Patricio Guzman (Chile)
- Panj, của Abbas Kiarostami (Iran)
- Bab el Chams, của Yousry Nasrallah (Ai Cập)
- Ya umer v detsvte, của Gueorgui Paradjanov (Gruzia)
- Cinéastes à tout prix, của Frédéric Sojcher (Bỉ)
- Glauber o filme, labirinto do Brasil, của Silvio Tendler (Brasil)
- 10e chambre, instants d'audience, của Raymond Depardon (Pháp)

### Tranh cử "Un Certain Regard"
Dưới đây là các bộ phim được lựa chọn để tranh giải Un Certain Regard:
- Bienvenue en Suisse, của Léa Fazer (Thụy Sĩ- đây là phim đầu tiên của Thụy Sĩ tham gia tranh cử mục này)
- La Rage au cœur, của Youssef Chahine (Ai Cập)
- Poids léger, của Jean-Pierre Améris (Pháp)
- Nelly, của Laure Duthilleul (Pháp)
- À tout de suite, của Benoît Jacquot (Pháp)
- Dear Frankie, của Shona Auerbach (Anh - phim đầu tiên của Anh tham gia tranh cử mục này)
- Noite escura, của Joao Canijo (Bồ Đào Nha)
- Non ti muovere, của Sergio Castellitto (Ý)
- Passages, của Yang Chao (Trung Quốc - phim đầu tiên của Trung Quốc tham gia tranh cử mục này)
- Cronicas, của Sebastian Cordero (Ecuador)
- Hotel, của Jessica Hausner (Áo)
- 10 on ten, của Abbas Kiarostami (Iran)
- The Assassination of Richard Nixon, của Niels Mueller (Mỹ - phim Mỹ đầu tiên tham gia tranh cử mục này)
- Kontroll, của Antal Nimrod (Hungary - phim đầu tiên của Hungary tham gia tranh cử mục này)
- Schizo, của Gulshad Omarova (Kazakhstan - phim đầu tiên của Kazakhstan tham gia tranh cử mục này)
- Terre et cendres, của Atiq Rahimi (Afghanistan - phim đầu tiên của Afghanistan tham gia tranh cử mục này)
- Whisky, của Juan-Pablo Rebella và Pablo Stoll (Uruguay)
- Moolaade, của Ousmane Sembène (Sénégal)
- Marseille, của Angela Shanelec (Đức)
- Somersault, của Cate Shortland (Úc - phim đầu tiên của Úc tham gia tranh cử mục này)